# Melcões
Melcões é uma aldeia portuguesa do Município de Lamego que foi sede da extinta Freguesia de Melcões, freguesia que tinha 2,56 km² de área e 125 habitantes (2011), e, por isso, uma densidade populacional de 48,8 hab/km².
A Freguesia de Melcões foi extinta em 2013, no âmbito de uma reforma administrativa nacional, para, em conjunto com as Freguesias de Cepões e Meijinhos, formar uma nova freguesia denominada União das Freguesias de Cepões, Meijinhos e Melcões com a sede em Cepões.
Melcões dista cerca de 9 km da cidade de Lamego.
A palavra "Melcões" deriva do grego «Melconis». A Vila Melconis foi das primeiras vilas do concelho de Lamego. Foi por isso então muitas vezes castigada pelos ataques dos visigodos que a tentar dominar várias vezes. 
Existem vários monumentos megalíticos junto ao Talefe, resultantes das sucessivas invasões que esta agora freguesia sofreu.
Esse local chamado de Talefe é um dos pontos estratégicos do CIOE (Centro de Instrução de Operações Especiais), de onde se podem apreciar as vastas paisagens circundantes que deslumbram qualquer visitante da freguesia.
A Igreja Matriz é uma das suas maiores atracções. Toda ela construída em pedra e com três altares no seu interior. O altar mor onde está o Santo Padroeiro São Silvestre e dois altares laterais. 
Existem também outros monumentos em pedra espalhados pela aldeia, como são o exemplo os cruzeiros em pedra e a fonte principal. A água desta fonte é cobiçada além fronteiras. A sua água límpida e fresca depois de analisada foi considerada a melhor água de Lamego.
Esta foi uma freguesia onde a paz, o sossego, a harmonia, a amizade e a natureza são privilegiados sendo, por isso, um local ideal para passar férias.
Melcões possui também um associação cultural recreativa e desportiva a qual faz diversos eventos ao longo do ano. A sua sede situa-se perto da igreja matriz tal como a sede de Junta de Freguesia. É nesse mesmo edifício que é realizada todos os anos a festa ao orago São Silvestre no dia 31 de Dezembro.

## População
| População da freguesia de Melcões | População da freguesia de Melcões | População da freguesia de Melcões | População da freguesia de Melcões | População da freguesia de Melcões | População da freguesia de Melcões | População da freguesia de Melcões | População da freguesia de Melcões | População da freguesia de Melcões | População da freguesia de Melcões | População da freguesia de Melcões | População da freguesia de Melcões | População da freguesia de Melcões | População da freguesia de Melcões | População da freguesia de Melcões |
| --------------------------------- | --------------------------------- | --------------------------------- | --------------------------------- | --------------------------------- | --------------------------------- | --------------------------------- | --------------------------------- | --------------------------------- | --------------------------------- | --------------------------------- | --------------------------------- | --------------------------------- | --------------------------------- | --------------------------------- |
| 1864                              | 1878                              | 1890                              | 1900                              | 1911                              | 1920                              | 1930                              | 1940                              | 1950                              | 1960                              | 1970                              | 1981                              | 1991                              | 2001                              | 2011                              |
|                                   | 201                               | 281                               | 311                               | 353                               | 319                               | 354                               | 406                               | 381                               | 360                               | 243                               | 236                               | 160                               | 126                               | 125                               |

No censo de 1864 estava anexada à freguesia de Cepões, tendo sido desanexada por decreto de 19/05/1890, embora no censo de 1878 figurem como freguesias autónomas
| Distribuição da População por Grupos Etários | Distribuição da População por Grupos Etários | Distribuição da População por Grupos Etários | Distribuição da População por Grupos Etários | Distribuição da População por Grupos Etários | Distribuição da População por Grupos Etários | Distribuição da População por Grupos Etários | Distribuição da População por Grupos Etários | Distribuição da População por Grupos Etários | Distribuição da População por Grupos Etários |
| -------------------------------------------- | -------------------------------------------- | -------------------------------------------- | -------------------------------------------- | -------------------------------------------- | -------------------------------------------- | -------------------------------------------- | -------------------------------------------- | -------------------------------------------- | -------------------------------------------- |
| Ano                                          | 0-14 Anos                                    | 15-24 Anos                                   | 25-64 Anos                                   | > 65 Anos                                    |                                              | 0-14 Anos                                    | 15-24 Anos                                   | 25-64 Anos                                   | > 65 Anos                                    |
| 2001                                         | 18                                           | 18                                           | 53                                           | 37                                           |                                              | 14,3%                                        | 14,3%                                        | 42,1%                                        | 29,4%                                        |
| 2011                                         | 10                                           | 11                                           | 60                                           | 44                                           |                                              | 8,0%                                         | 8,8%                                         | 48,0%                                        | 35,2%                                        |

Média do País no censo de 2001:  0/14 Anos-16,0%; 15/24 Anos-14,3%; 25/64 Anos-53,4%; 65 e mais Anos-16,4%
Média do País no censo de 2011:   0/14 Anos-14,9%; 15/24 Anos-10,9%; 25/64 Anos-55,2%; 65 e mais Anos-19,0%